# Ostapie, Velîka Bahacika
Ostapie (în ucraineană Остап'є) este localitatea de reședință a comunei Ostapie din raionul Velîka Bahacika, regiunea Poltava, Ucraina.

## Demografie
Componența lingvistică a localității Ostapie
     Ucraineană (97,47%)
     Rusă (2,43%)
Conform recensământului din 2001, majoritatea populației localității Ostapie era vorbitoare de ucraineană (97,47%), existând în minoritate și vorbitori de rusă (2,43%).